# Jean-Patrick Gille

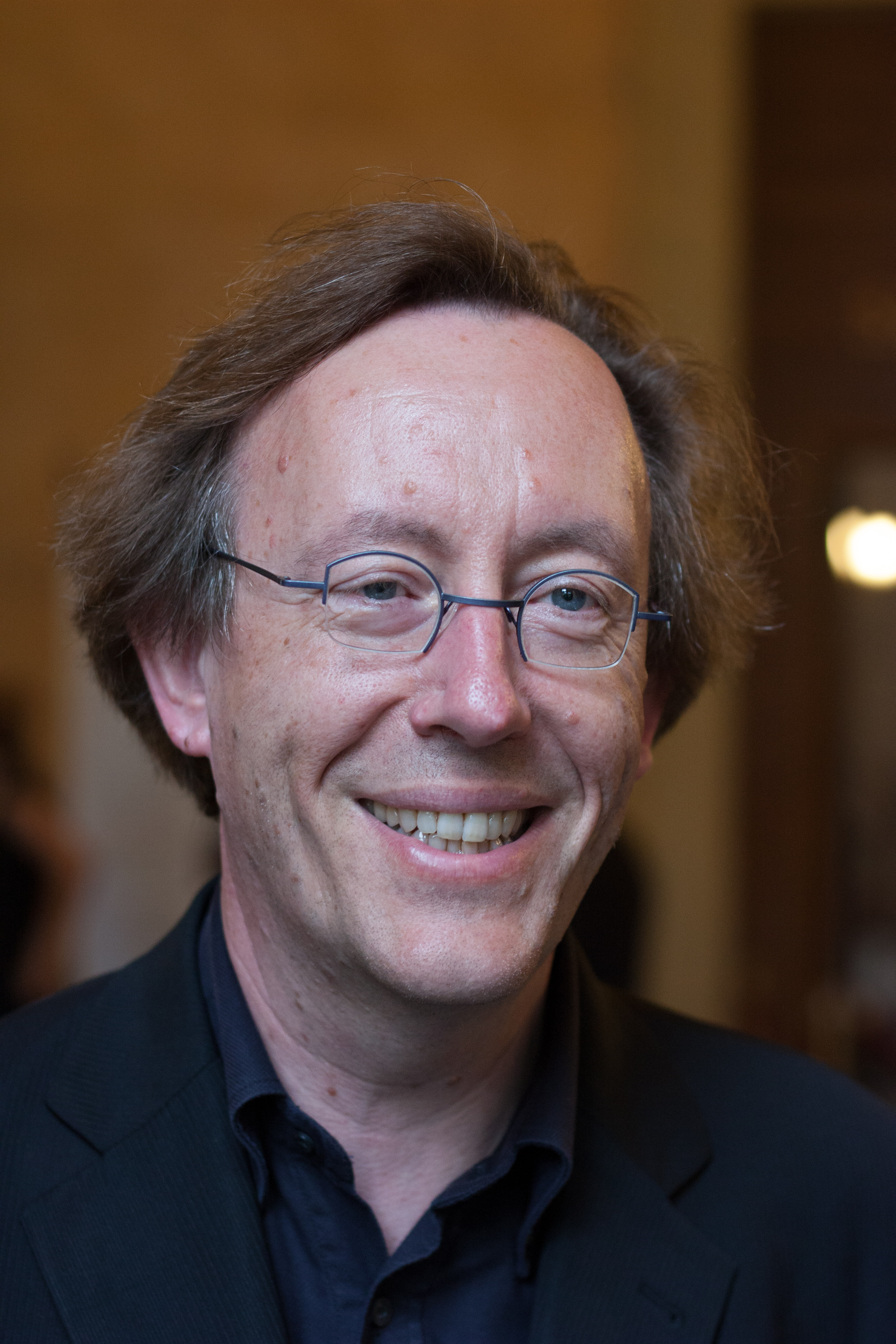
Jean-Patrick Gille

Jean-Patrick Gille (* 28. Januar 1962 in Écommoy) ist ein französischer Politiker. Er war von 2007 bis 2017 Abgeordneter der Nationalversammlung für das Département Indre-et-Loire.
Gille trat 1982 der französischen Sektion von Friends of the Earth bei. 1986 kandidierte er erfolglos bei den Parlamentswahlen und trat im selben Jahr der Parti socialiste bei. 1993 wurde er zu deren erstem Sekretär im Département Indre-et-Loire. Ein Jahr später begründete er mit Benoît Hamon die Strömung Nouvelle Gauche innerhalb der PS. Nachdem ihm 1995 der Einzug in den Stadtrat von Tours gelungen war, kandidierte er 1997 erneut für die Nationalversammlung, scheiterte aber knapp an Renaud Donnedieu de Vabres. 2002 scheiterte er ein zweites Mal an de Vabres. Bei den Parlamentswahlen 2007 konnte er diesen hingegen besiegen. Parteiintern stieg er 2009 zu einem der nationalen Sekretäre auf und stieg 2011 in die sozialistische Arbeitsgruppe für einen Atomausstieg Frankreichs ein. 2012 wurde er als Abgeordneter wiedergewählt. Sein Mandat endete 2017.
Er ist seit 2015 Vizepräsident der Region Centre-Val-de-Loire.